# Underground Life
Gli Underground Life sono stati un gruppo musicale formatosi a Monza nel novembre del 1978. Dopo lo scioglimento il cantante e chitarrista Giancarlo Onorato ha proseguito una propria carriera da solista.

## Storia
Il gruppo nasce a Monza nel 1977 su iniziativa del batterista Lorenzo La Torre il chitarrista Egidio Pastore e il bassista Paolo Civita, con il nome di The Life,  più tardi si aggiungerà il tastierista Antonio Cardellicchio e il cantante Giancarlo Onorato; l'unione delle avanguardie di diverse epoche e provenienti da diverse arti era il modus operandi del gruppo. Dopo varie esperienze live, la scrittura di brani inediti e l'ingresso come paroliere ispirato di Roberto Meroni la band cambia nome tramutando The Life in Underground Life. Con questa formazione nel 1979 incidono il primo 45 gg Noncurance.
Successivamente, nel 1980 la band entra in studio e realizza il demo Fiori del male, stampato su musicassetta e interamente in italiano (con l'eccezione della cover di Real Good Time Together di Lou Reed). Grazie a questa uscita, completamente autoprodotta, la band entra a pieno diritto nel circuito New Wave italiano, apprezzati dalla stampa e dalla critica specializzata, considerati innovativi e freschi, portano sui numerosi palchi la loro musica, con l'apporto di Roberto Tagliaferri alle tastiere, nel frattempo entrato nella band, sostituendo l'uscita di Tony Cardellicchio.
Importante fu un concerto che si tenne al Teatro di Porta Romana a Milano in un periodo dove le frontiere era state chiuse agli artisti stranieri e complice il nome della band il teatro si riempì a dismisura registrando il tutto esaurito.
Nel 1981 realizzano l'EP Cross aiutati dalla produzione di Sergio Salerni, lavoro registrato nei prestigiosi studi della Basilica di Milano in collaborazione con Faust'o, artista già affermato nella scena New Wave del periodo, disco distribuito dalla Trinciato Forte di Salsomaggiore e da un'ulteriore spinta di qualità alla band facendola conoscere in modo più ampio nel panorama musicale italiano, anche se il prodotto, questa volta torna all'uso lirico  dell'inglese.
Arriviamo al 1983 con il primo album The Fox caratterizzato dall'uso quasi esclusivo della lingua inglese per le liriche, tranne la penultima traccia La tempesta. L'attività dei live prosegue serrata portando il gruppo ad esibirsi nei più importanti locali d'Italia della ormai consolidata scena New Wave e partecipare a festival sempre inerenti alla nuova ondata.
Nel 1984 vengono messi sotto contratto dall'I.R.A. di Firenze, all'epoca l'etichetta di riferimento per la new wave italiana, e partecipano alla compilation Catalogue Issue con due brani. L'anno successivo realizzano il mix Fuoco nella città di ghiaccio. Allontanatisi dall'IRA a causa di alcuni contrasti (simile a quanto accadrà per i Diaframma) e stabilizzatisi la formazione con l'ingresso di Enzo Onorato al basso, il gruppo incide due album Filosofia dell'aria (1987) e Gloria Mundis (1988) quest'ultimo su etichetta Hiara Dischi di Modena (Cruisin'Records), distribuito dalla CGD, che originariamente avrebbe dovuto essere prodotto dall'ex Ultravox John Foxx.
Approdati alla Lilium licenziano la raccolta La primula rossa e nel 1993 il loro ultimo lavoro Questo soave sabba prodotto da Alberto Radius.
Dopo il tour promozionale di Questo soave sabba il gruppo si scioglie e il cantante Giancarlo Onorato incomincia la propria avventura solista.

## Formazione
- Lorenzo La Torre: batteria.
- Egidio Pastore: chitarra.
- Giancarlo Onorato: voce e chitarra
- Enzo Onorato: basso.
- Gabriele Mazzei: tastiere.
- Paolo Civita: basso chitarra tastiere voce.
- Roberto Barbini: tastiere.
- Roberto Tagliaferri: tastiere.
- Marco Manini: chitarra.

## Discografia

### Demo
- 1980 – Fiori del male

### Album
- 1983 – The Fox
- 1984 – VM Uno
- 1987 – Filosofia dell'aria
- 1988 – Gloria Mundis
- 1993 – Questo soave sabba

### EP
- 1981 – Cross

### Raccolte
- 1990 – La primula rossa

### Singoli
- 1979 – Noncurance/Black.out!
- 1983 – Away
- 1985 – Fuoco nella città di ghiaccio/Il Mondo di Suzie W.
- 1993 – Adolescente X

### Partecipazioni a compilation
- 1984 – Catalogue Issue con i brani India e Glasarchitektur